# Cidaphus tuomurensis
Cidaphus tuomurensis là một loài tò vò trong họ Ichneumonidae.